# Physical (série de televisão)
Physical é uma série de televisão americana de comédia dramática criada por Annie Weisman. Foi lançada em 18 de junho de 2021 na Apple TV+. 
Em agosto de 2021, a série foi renovada para segunda temporada antes do final da primeira temporada, que estreou em 3 de junho de 2022. Em agosto de 2022, a série foi renovada para uma terceira temporada. Em maio de 2023, foi anunciado que a terceira temporada seria a última temporada e foi lançada em 2 de agosto de 2023.

## Premissa
Ambientado em San Diego dos anos 1980, Physical é uma comédia de humor negro que segue Sheila Rubin (Rose Byrne) em sua jornada de autodescoberta por meio da aeróbica.

## Elenco
- Rose Byrne como Sheila Rubin
- Rory Scovel como Danny Rubin
- Geoffrey Arend como Jerry
- Paul Sparks como John Breem
- Lou Taylor Pucci como Tyler
- Della Saba como Bunny
- Deirdre Friel como Greta
- Ashley Liao como Simone
- Ian Gomez como Ernie

## Episódios

### 1.ª temporada (2021)
| N.º na série | N.º na temp. | Título                             | Dirigido por                  | Escrito por                                     | Lançamento          |
| ------------ | ------------ | ---------------------------------- | ----------------------------- | ----------------------------------------------- | ------------------- |
| 1            | 1            | "Let's Do This Thing"              | Craig Gillespie               | Annie Weisman                                   | 18 de junho de 2021 |
| 2            | 2            | "Let's Get Political"              | Liza Johnson                  | Annie Weisman                                   | 18 de junho de 2021 |
| 3            | 3            | "Let's Get Down To Business"       | Stephanie Laing               | Rosa Handelman                                  | 18 de junho de 2021 |
| 4            | 4            | "Let's Get This Party Started"     | Liza Johnson                  | Jessica Dickey                                  | 25 de junho de 2021 |
| 5            | 5            | "Let's Agree to Disagree"          | Stephanie Laing               | Alexandra Cunningham, Annie Weisman, Lex Edness | 2 de julho de 2021  |
| 6            | 6            | "Let's Get It on Tape"             | Stephanie Laing               | Lex Edness                                      | 9 de julho de 2021  |
| 7            | 7            | "Let's Take This Show on the Road" | Stephanie Laing               | Annie Weisman                                   | 16 de julho de 2021 |
| 8            | 8            | "Let's Not and Say We Did"         | Stephanie Laing               | Justin Bonilla                                  | 23 de julho de 2021 |
| 9            | 9            | "Let's Face the Facts"             | Stephanie Laing               | Rosa Handelman                                  | 30 de julho de 2021 |
| 10           | 10           | "Let's Get Together"               | Liza Johnson, Stephanie Laing | Annie Weisman                                   | 6 de agosto de 2021 |

## Produção

### Desenvolvimento
Em janeiro de 2020, foi relatado que a Apple estava se aproximando de um pedido de série para Physical, criado e escrito por Annie Weisman, com Tomorrow Studios pronto para produzir. Em dezembro de 2020, Craig Gillespie, Liza Johnson e Stephanie Laing foram anunciados como diretores da série, com Gillespie definido para dirigir o episódio piloto. A primeira temporada da série tem meia hora de duração e consiste em dez episódios. Em 4 de agosto de 2021, a Apple TV+ renovou a série para segunda temporada. Em 11 de agosto de 2022, a Apple TV+ renovou a série para uma terceira temporada.

### Seleção de elenco
Em janeiro de 2020, Rose Byrne foi anunciada como protagonista de Physical. Em dezembro de 2020, foi anunciado que Byrne faria o papel de Sheila Rubin, com Paul Sparks, Rory Scovel, Lou Taylor Pucci, Della Saba, Dierdre Friel e Ashley Liao se juntando ao elenco. Geoffrey Arend se juntou ao elenco em janeiro de 2021, com Ian Gomez entrando em abril de 2021.

## Lançamento
A série está programada estreou em 18 de junho de 2021 na Apple TV+ globalmente, com os três primeiros episódios disponíveis imediatamente e o restante estreando semanalmente, todas as sextas-feiras.

## Recepção
No Rotten Tomatoes, a série possui um índice de aprovação de 67% com base em 48 análises críticas, com uma classificação média de 6,49/10. O consenso crítico do site diz: "Nem mesmo uma performance magnética de Rose Byrne pode salvar Physical de seu desfile exaustivo de personagens e escolhas de enredo desagradáveis." No Metacritic, ele tem uma pontuação média ponderada de 60 de 100, com base em 21 críticos, indicando "revisões mistas ou médias".